# ATP6V1E2
ATP6V1E2 (англ. ATPase H+ transporting V1 subunit E2) – білок, який кодується однойменним геном, розташованим у людей на короткому плечі 2-ї хромосоми.  Довжина поліпептидного ланцюга білка становить 226 амінокислот, а молекулярна маса — 26 074.
| 10         |  | 20         |  | 30         |  | 40         |  | 50         |
| ---------- |  | ---------- |  | ---------- |  | ---------- |  | ---------- |
| MALSDVDVKK |  | QIKHMMAFIE |  | QEANEKAEEI |  | DAKAEEEFNI |  | EKGRLVQTQR |
| LKIMEYYEKK |  | EKQIEQQKKI |  | LMSTMRNQAR |  | LKVLRARNDL |  | ISDLLSEAKL |
| RLSRIVEDPE |  | VYQGLLDKLV |  | LQGLLRLLEP |  | VMIVRCRPQD |  | LLLVEAAVQK |
| AIPEYMTISQ |  | KHVEVQIDKE |  | AYLAVNAAGG |  | VEVYSGNQRI |  | KVSNTLESRL |
| DLSAKQKMPE |  | IRMALFGANT |  | NRKFFI     |  |            |  |            |

A: Аланін

C: Цистеїн

D: Аспарагінова кислота

E: Глутамінова кислота

F: Фенілаланін

G: Гліцин

H: Гістидин

I: Ізолейцин

K: Лізин

L: Лейцин

M: Метіонін

N: Аспарагін

P: Пролін

Q: Глутамін

R: Аргінін

S: Серин

T: Треонін

V: Валін

Задіяний у таких біологічних процесах як транспорт іонів, транспорт, транспорт протонів. 